# アリディウス・チャルダ・ファン・スタルケンボルフ・スタハウェル
アリディウス・ヴァルモルドゥス・ランベルトゥス・チャルダ・ファン・スタルケンボルフ・スタハウェル（蘭: Alidius Warmoldus Lambertus Tjarda van Starkenborgh Stachouwer、1888年3月7日 – 1978年8月16日）は、オランダの貴族、政治家。現インドネシア共和国にあたるオランダ領東インドの総督を務めたことで有名である。

## 略歴

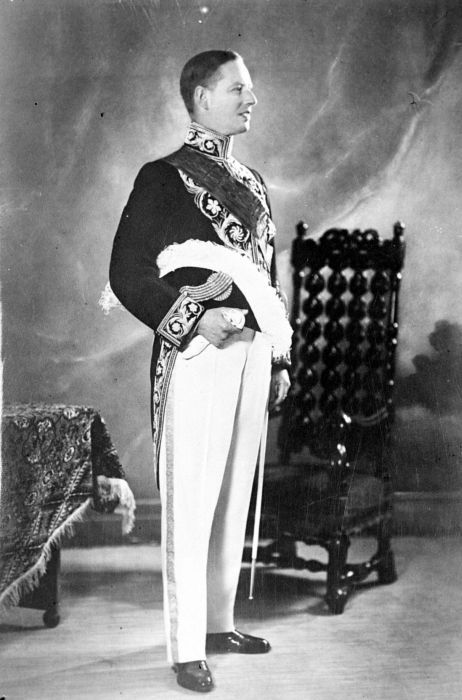
東インド総督就任時のチャルダ・ファン・スタルケンボルフ・スタハウェル

1936年9月16日にオランダ領東インドの総督に任命された。
1940年5月14日、ナチス・ドイツの攻勢によってオランダが降伏した。これを受けてチャルダ・ファン・スタルケンボルフはオランダ領東インドに戒厳令を布告し、19隻のドイツ輸送船の接収と領内ドイツ人の強制抑留を実施した。1941年12月に大日本帝国が太平洋戦争を開始した時点で、オランダ領東インドにはオランダ軍約93,000人、アメリカ・イギリス・オーストラリアなどからなる連合国軍約5,000人が国土防衛の準備をしていた。
翌年1月より、大日本帝国はオランダ領東インドへ攻撃を開始した（蘭印作戦）。2月には首都のあったバタヴィアに爆撃が実施されたため首都機能をバンドンへと移転させるなど、連合軍は苦戦を強いられた。3月8日に、チャルダ・ファン・スタルケンボルフ・スタハウェルは蘭印作戦を主導した大日本帝国陸軍第16軍の今村均と交渉を開始し、同日中にオランダ領東インドの無条件降伏が決定した。翌日にはラジオを通じて全オランダ軍及び連合国軍に即時の停戦を要求し、午前1時に全軍が降伏した。
東インドの降伏後、彼やその家族に加えてオランダ政府高官やオランダ軍将校らは捕虜となった。チャルダ・ファン・スタルケンボルフ・スタハウェル自身は自宅軟禁の処置がとられ、日本軍により特別丁寧な対応をとられた。一方で、妻のクリスティーンと娘とは別離を強いられ、妻子は捕虜収容所へ収容された。
のちに彼は満州の捕虜収容所へ、他の重要捕虜とともに移送された。その後、彼を含めた満州での被抑留者は1945年8月16日の施設の解放とともに自由の身となった。
戦後、チャルダ・ファン・スタルケンボルフ・スタハウェル一家はオランダ本国へと帰還した。1942年にオランダ女王ウィルヘルミナがオランダ領東インドの自治を約束していたことを受けて、彼は形式上東インド総督を辞任していたが、1945年10月16日に正式に東インド総督を辞任し、これによって「オランダ領東インド総督」の地位は消滅した。代わって彼は、駐仏オランダ大使（1945年-48年）やNATOオランダ代表（1950年-56年）を歴任した。

## 参照
1. ↑  “Dutch Indies on War Basis”. Oakland Tribune:  p. D-15. (1940年5月10日)
2. ↑  “Dutch at Java Pledge to 'Fight on to the Death'”. The Sun (Lowell):  p. 1. (1942年3月9日)
3. ↑  “Americans Surrender”. The Sun (Lowell):  p. 1. (1942年3月9日)
4. ↑  “Parachutists Rescue Wainwright From Enemy Prison Camp”. The Fresno Bee Republican:  p. 1. (1945年8月20日)